# 日本とモロッコの関係
日本とモロッコの関係（アラビア語: العلاقات المغربية اليابانية、英語: Japan-Morocco relations）とは、日本とモロッコの間における国際関係について記述する。両国は1956年に国交を樹立した。

## 両国概要
|                             | モロッコ                     | 日本                                           | 両国の差                |
| --------------------------- | ---------------------------- | ---------------------------------------------- | ----------------------- |
| 人口                        | 3603万人（2018年）           | 1億2581万人                                    | 日本はモロッコの約3.5倍 |
| 面積                        | 446,000 km²                  | 377,955 km²                                    | モロッコは日本の約1.2倍 |
| 首都                        | ラバト                       | 東京都                                         |                         |
| 最大都市                    | カサブランカ                 | 東京都区部                                     |                         |
| 政体                        | 立憲君主制 単一国家 二院制   | （民主制） 議院内閣制                          |                         |
| 公用語                      | アラビア語、ベルベル語       | 日本語 (事実上)                                |                         |
| 宗教                        | イスラム教スンナ派           | 神道83.9%、仏教71.4%、キリスト教2%、その他0.6% |                         |
| 民族                        | アラブ人、ベルベル人、その他 | 日本人、アイヌ、その他                         |                         |
| 在留邦人数/在日モロッコ人数 | 637人（2019年）              | 350人（2018年）                                |                         |
| GDP (名目)                  | 約1,119億ドル（2018年）      | 約5兆8800億ドル                                | 日本はモロッコの約53倍  |
| 軍事費                      | 約45億ドル（2020年）         | 53,133億円（2020年）                           | 日本はモロッコの約11倍  |

## 歴史

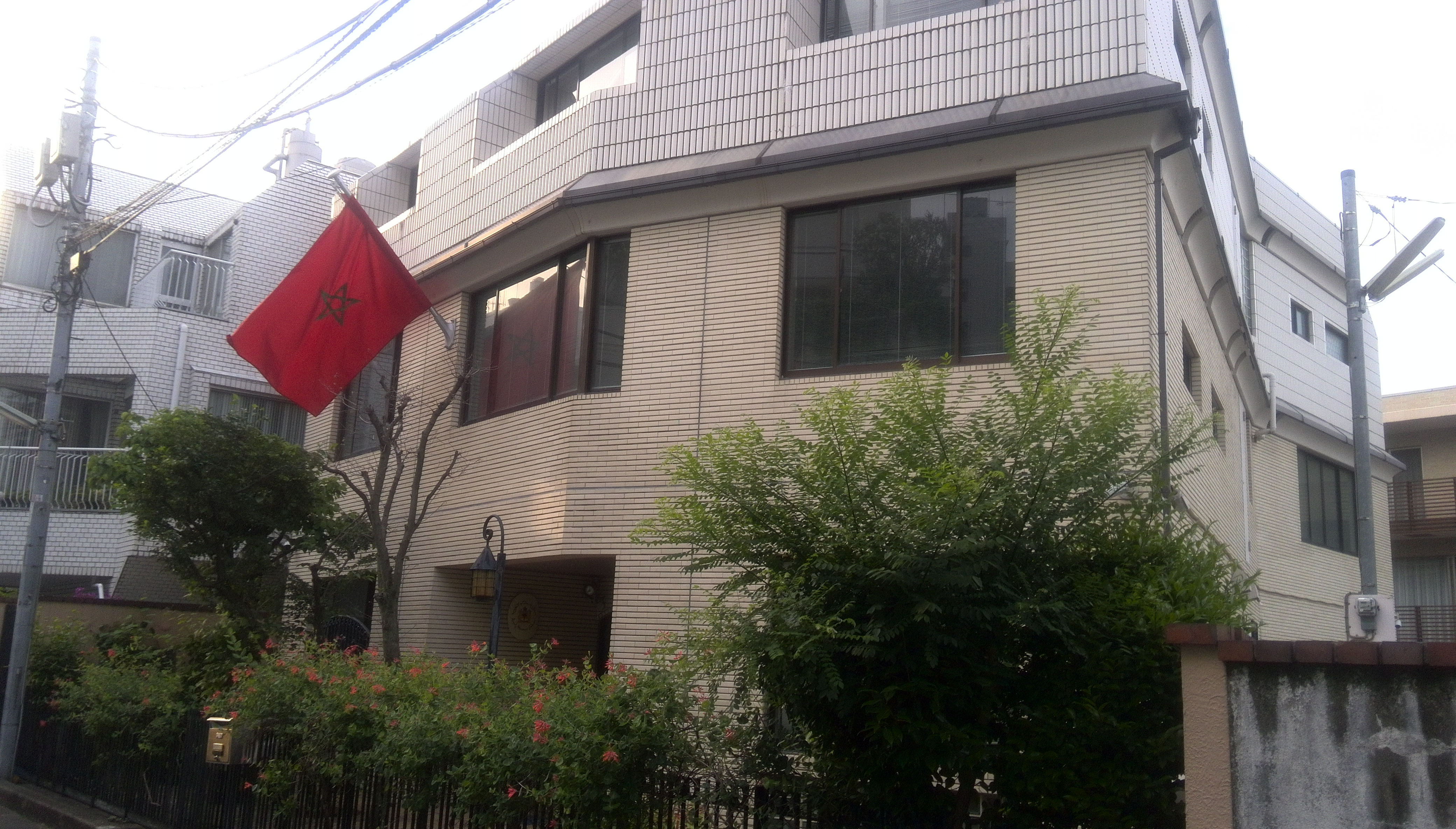
在日モロッコ大使館（東京）

日本とモロッコの接触が始まったのは、19世紀後半、ハサン1世の時代とされている。1938年に日本はカサブランカに領事館を開設した。1956年、モロッコがフランスから独立すると、同年、日本はモロッコの独立を承認し外交関係を樹立。1961年、首都ラバトに在モロッコ日本国大使館を開設し、1965年に駐日モロッコ大使館が開設された。2016年、国交樹立60周年を迎えた。

## 現状
1987年3月に王太子モハメッドが初来日したのを皮切りに、モロッコ王室と日本の皇室の間に緊密な交流が存在する。
技術や開発面では、日本は「バランスの取れた発展と中東・北アフリカ地域の安定化への貢献」を基本方針とし、円借款供与、無償資金協力及び研修や専門家派遣、技術協力プロジェクト第三国研修の技術協力を実施している。一方のモロッコも、日本が過去に協力してきた漁業・道路保守・保健等の分野においてアフリカ諸国に対し協力を積極的に行っていることから、日本と友好的な関係を維持しており、2003年9月には日本のサブサハラ・アフリカ諸国に対する技術協力を推進するため、両国間で「アフリカにおける南南協力推進のための日・モロッコ三角技術協力計画」に関する枠組み文書が署名された。加えて、モロッコにとって日本はドイツとフランスに次ぐ主要援助国である。
貿易面では、対日輸出額が約150百万米ドルに上り、主要品目は魚介類（タコ、イカ等）、電子部品、燐鉱石関連、寒天。一方対日輸入額は約259百万米ドルで、主要品目は乗用車，産業用車両，機械類となっている。これは、貿易額としてはアフリカ有数の規模である。また、モロッコはアフリカの中でも比較的経済的に豊かで、かつアラブ諸国の一員としてはイスラエルに対しても柔軟な姿勢を取っている事から、ビジネス拠点としての潜在性があり、2017年の日本のモロッコへの直接投資額は73万ドルとなっている。

### 西サハラ問題
モロッコが領有権を主張している西サハラについて、日本政府は西サハラを国家として承認していないが、モロッコによる西サハラ併合も認めない立場である。

## 公式訪問
日本の皇族、および首相によるモロッコ訪問
- 皇太子徳仁親王 (1991)
- 皇族高円宮憲仁親王 (1996, 1999, 2000)
- 皇族憲仁親王妃久子 (1996, 2000)

モロッコの王族、および首相による日本訪問
- 国王ムハンマド6世 (1987[註 3], 1988[註 3], 2005)
- 王族ムーレイ・ラシード (1990, 2003, 2019)
- 王族ララ・アミナ王女（英語版） (2005)
- 王妃ラーラ・サルマ (2005)
- 首相アッバス・エル＝ファッシ (2008)
- 王族ララ・ハスナ王女（英語版） (2014, 2018)

## 外交使節

### 駐日モロッコ大使
- アッ＝タイイブ・ッ＝サブティー（タイイブ・サブティー、1965～1969年）[10]
- ハサン・ハジュウィー（1969年～）[10]
- アブデルアジズ・ペンジェルーン（フランス語版）（1980～1990年[11]）
- サアド・エッディン・タイブ（1990～1996年[12]、信任状捧呈は10月25日[13]）
- モハメッド・タンジ（1998～2003年、信任状捧呈は6月24日[14]）
- アブデルカデル・ルシェヘブ（アラビア語版、英語版）（2003～2008年、信任状捧呈は9月17日[15]）
- （臨時代理大使）ムスタファ・ジェバリ（ミシュタファ・ジェバリ、2008～2009年）
- サミール・アルール（2009～2016年、信任状捧呈は3月12日[16]）
- モハメッド・ラシャッド・ブフラル（アラビア語版、英語版）（2016年～、信任状捧呈は12月22日[17]）

### 註釈
1. ↑  西サハラは含まれない
2. ↑   日本では神道と仏教を両方信仰することが広く行われているため、合計した数字は100%を超える
3. 1 2   当時は、シディ・モハメッド皇太子